# Kasuya (Fukuoka)
Kasuya (jap. 粕屋町 Kasuya-machi) ist eine Gemeinde im Landkreis Kasuya in der Präfektur Fukuoka, Japan.
Die Stadt Kasuya hat 47.981 Einwohner (Stand: 1. September 2020).
Die Fläche beträgt 14,12 km² und die Einwohnerdichte ist etwa 3.238 Personen pro km².

## Angrenzende Städte und Gemeinden
- Fukuoka
- Hisayama
- Shime
- Sasaguri
- Sue